# Coupe d'Europe des nations de rugby à XIII 1952-1953
Navigation
Édition précédente Édition suivante
La Coupe d'Europe des nations de rugby à XIII 1953 est la treizième édition de la Coupe d'Europe des nations de rugby à XIII, elle se déroule du 17 septembre 1952 au 15 avril 1953, et oppose l'Angleterre, la France, Autres Nationalités et le Pays de Galles. Ces quatre nations composent le premier niveau européen.

## Les équipes

### France
| Nom                  | Âge | Matchs (Ptsmarqués) pendant l'éditon | Club               |
| -------------------- | --- | ------------------------------------ | ------------------ |
| Paul Bartoletti      | 26  | 1 (0)                                | Bordeaux           |
| Maurice Bellan       | 31  | 2 (3)                                | Celtic de Paris    |
| Gilbert Benausse     | 20  | 2 (0)                                | Carcassonne        |
| René Bernard         | 27  | 1 (0)                                | Celtic de Paris    |
| Gabriel Berthomieu   | 28  | 2 (3)                                | Albi               |
| Jean Bombail         | 26  | 1 (0)                                | Toulouse           |
| Élie Brousse         | 31  | 1 (0)                                |                    |
| André Carrère        | 20  | 1 (0)                                | Bordeaux           |
| Raymond Contrastin   | 27  | 1 (0)                                | Bordeaux           |
| Joseph Crespo        | 27  | 1 (3)                                | Lyon               |
| Guy Delaye           | 23  | 1 (0)                                | Marseille          |
| Jean Dop             | 28  | 1 (0)                                | Marseille          |
| René Duffort         | 29  | 1 (0)                                | Celtic de Paris    |
| Christian Duplé      | 23  | 1 (0)                                | Toulouse           |
| Gabriel Genoud       | 29  | 1 (0)                                | Villeneuve-sur-Lot |
| Antoine Jimenez      | 23  | 1 (0)                                | Villeneuve-sur-Lot |
| Odé Lepes            | 28  | 1 (0)                                | Toulouse           |
| Louis Llari          | 27  | 1 (0)                                | Carcassonne        |
| Martin Martin        | 29  | 2 (0)                                | Carcassonne        |
| Louis Mazon          | 31  | 1 (0)                                | Carcassonne        |
| Jacques Merquey      | 23  | 1 (6)                                | Marseille          |
| François Montrucolis | 27  | 1 (0)                                | Lyon               |
| Raoul Pérez          | 29  | 2 (0)                                | Marseille          |
| Puig-Aubert          | 27  | 3 (24)                               | Celtic de Paris    |
| Roger Rey            | 21  | 2 (0)                                | Lyon               |
| François Rinaldi     | 28  | 3 (0)                                | Marseille          |
| Claude Teisseire     | 21  | 2 (0)                                | Carcassonne        |
| Maurice Voron        | 24  | 1 (0)                                | Lyon               |

## Classement
| Groupe |                     |   |   |   |   |    |    |     |
|        | Équipe              | J | V | N | D | PP | PC | Pts |
| 1      | Autres Nationalités | 3 | 2 | 0 | 1 | 76 | 40 | 4   |
| 2      | Pays de Galles      | 3 | 2 | 0 | 1 | 58 | 51 | 4   |
| 3      | Angleterre          | 3 | 2 | 0 | 1 | 46 | 52 | 4   |
| 4      | France              | 3 | 0 | 0 | 3 | 39 | 66 | 0   |

| 17 septembre 1952 | Angleterre          | 19 - 8  | Pays de Galles      | Central Park, Wigan             |
| 18 octobre 1952   | Autres Nationalités | 31 - 12 | Angleterre          | Fartown Ground, Huddersfield    |
| 25 octobre 1952   | Pays de Galles      | 22 - 16 | France              | Headingley Rugby Stadium, Leeds |
| 23 novembre 1952  | France              | 10 - 29 | Autres Nationalités | Stade Vélodrome, Marseille      |
| 11 avril 1953     | France              | 13 - 15 | Angleterre          | Stade de Paris, Paris           |
| 23 avril 1952     | Pays de Galles      | 18 - 16 | Angleterre          | Wilderspool Stadium, Warrington |